# Bioscoop Carolus
Bioscoop Carolus (oorspronkelijk Carolus Theater, later Vue Nijmegen Plein) is een voormalige bioscoop met twee zalen in typische wederopbouwarchitectuur. De bioscoop werd in 1954 geopend aan Plein 1944 in het centrum van Nijmegen. Het was tot de sluiting in juli 2022 de oudste nog opererende bioscoop van de stad. 
De bioscoop werd in 2020, ten gevolge van de uitbreiding van een bioscoop in het centrum van Nijmegen en de toen heersende beperkingen door het coronavirus, in eerste instantie tijdelijk gesloten. Op 30 juli 2022 werd bekend dat de bioscoop definitief werd gesloten, en zou worden omgebouwd tot een horecagelegenheid.

## Geschiedenis

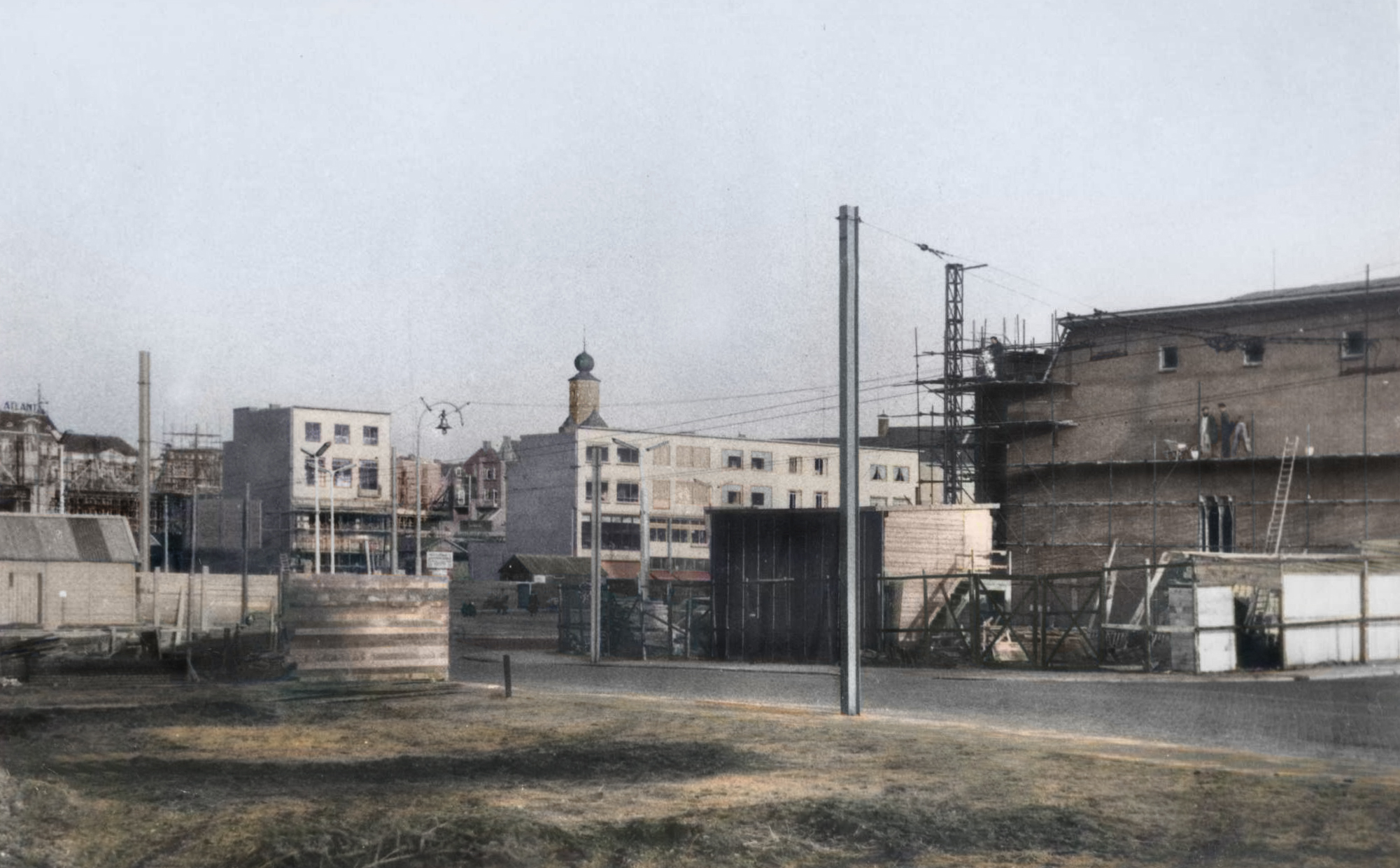
Rechts de bioscoop in aanbouw in 1953, hier gezien vanuit de Bloemerstraat. Op de achtergrond het Plein 1944,dat destijds ook pas was aangelegd

### Voorgeschiedenis
Als gevolg van het oorlogsgeweld in 1944 verloor Nijmegen vier bioscopen. De Chicago-Bioscope en City werden verwoest tijdens het bombardement van 22 februari 1944. Olympia en Luxor gingen tijdens de bevrijdingsdagen (bekend als de Slag om Nijmegen) van 17 tot en met 21 september in vlammen op. Alleen de Vereeniging, die sinds 1927 ook dienstdeed als bioscoop, bleef gespaard.

### Bouw en ingebruikname
De N.V. Theater Maatschappij van de Nederlandsche Bioscoop Trust, eigenaar van twee van deze bioscopen, gaf in 1948 de opdracht aan architect ir. H. van Vreeswijk uit Zeist om de verwoeste Chicago-Bioscope te herbouwen. Op 26 mei 1953 verleenden Burgemeesters en Wethouders van Nijmegen toestemming voor het bouwen van het filmtheater aan de zuidwand van Plein 1944, wat de nieuwe ontmoetingsplaats van de stad had moeten worden. Het nieuwe theater, uitsluitend bestemd voor filmprojectie in één zaal, moest in de eerste plaats klasse en luxe uitstralen, met goed beeld en geluid. De ruim zeshonderd bezoekers moesten een zeer grote mate van comfort geboden worden, met ruime stoelen en goede voorzieningen. Daarnaast werd een gezellige en feestelijke sfeer verwacht. De bouwwerkzaamheden duurden ruim één jaar en werden uitgevoerd door het N.V. Bouwsyndicaat uit Den Haag. De totale kosten bedroegen ƒ356.920,-. Er werd vooral gewerkt met duurzame materialen om de onderhoudskosten te beperken. 
Op vrijdag 27 augustus 1954 opende burgemeester Charles Hustinx het theater voor ruim zeshonderd genodigden en pers, waarna een korte voorfilm van Jan Hulsker over Nederlandse architectuur en de openingsfilm Roman Holiday werden vertoond. Een receptie in Concertgebouw de Vereeniging sloot de opening af. Bij de aanleg van Plein 1944 werd de bioscoop gezien als een sieraad voor het culturele leven van Nijmegen.

### Herinrichting
Oorspronkelijk had de bioscoop één grote zaal. Onder andere door de opkomst van de televisie kelderde halverwege de jaren ‘60 het aantal bioscoopbezoeken in heel Nederland sterk. Als reactie hierop werd er een kleinere zalen bijgebouwd in bestaande bioscopen om het filmaanbod uit te breiden. In het Carolus Theater is gekozen om in 1977 onder de grote zaal een tweede, kleine zaal bij te bouwen. De kosten voor deze verbouwing bedroegen destijds ƒ459.200,- en leverde 166 extra stoelen op. Een jaar later werden er plannen gemaakt om een derde zaal in de vide van het theater te bouwen, om nog eens 114 extra stoelen te kunnen plaatsen. Deze verbouwing heeft echter nooit plaatsgevonden.

## Ontwerp
De oorspronkelijke gevel bestond voor het grootste gedeelte uit een pui van schokbeton met een deklaag van uitgewassen Franse kalksteen. De pui werd omlijst door twee lange masten, met daarbovenop twee vlaggenmasten. In de masten was oranje-rode neonverlichting gemonteerd, die de halfronde nissen ‘s avonds kleurrijk verlichtte. Onderaan de masten bevonden zich twee vitrines met reclamemateriaal, uitgevoerd in geanodiseerd aluminium in messing kleur. De luifel bestond uit een betonnen afdak met daaronder een wit verlichte lichtbak om het filmaanbod kenbaar te maken. De gevel is grotendeels bekleed met beige geglazuurde gres-tegels van De Porceleyne Fles uit Den Haag, om de glamour van speelfilms na te bootsen. De verticale kolommen zijn bekleed met lichtgekleurd Arabescato-Milano marmer, de plint met donkergekleurd Zweeds graniet. De naam van het theater werd bovenop de gevel geplaatst in blauw-gele neonletters in het Libra-lettertype. De vitrines en de ‘C’ van de letters op de dakrand waren gekroond door de keizerskroon, een verwijzing naar Karel de Grote, Carolus Magnus. Zes toegangsdeuren uitgevoerd in messing kleur gaven toegang tot de vide en kassa.
De gevel van het theater was ‘s avonds verlicht met veel rode, blauwe, gele en witte neonverlichting die weerspiegelde in de geglazuurde stenen, en oranje-gele natriumlampen die de hal in een warme kleur verlichtten. De architect streefde na om “reclame in steen” te doen samengaan met de architectuur.

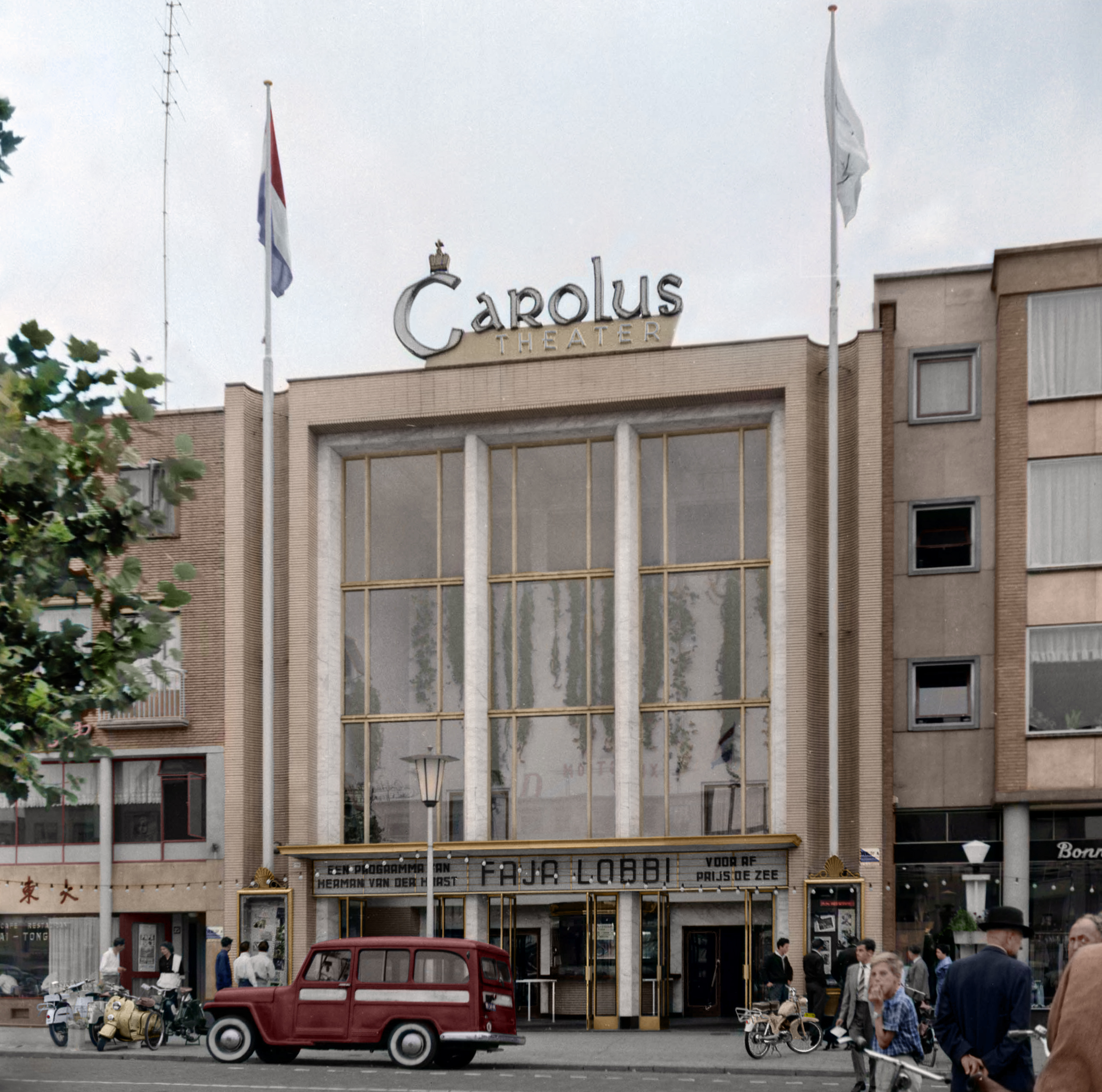
De bioscoop in 1960
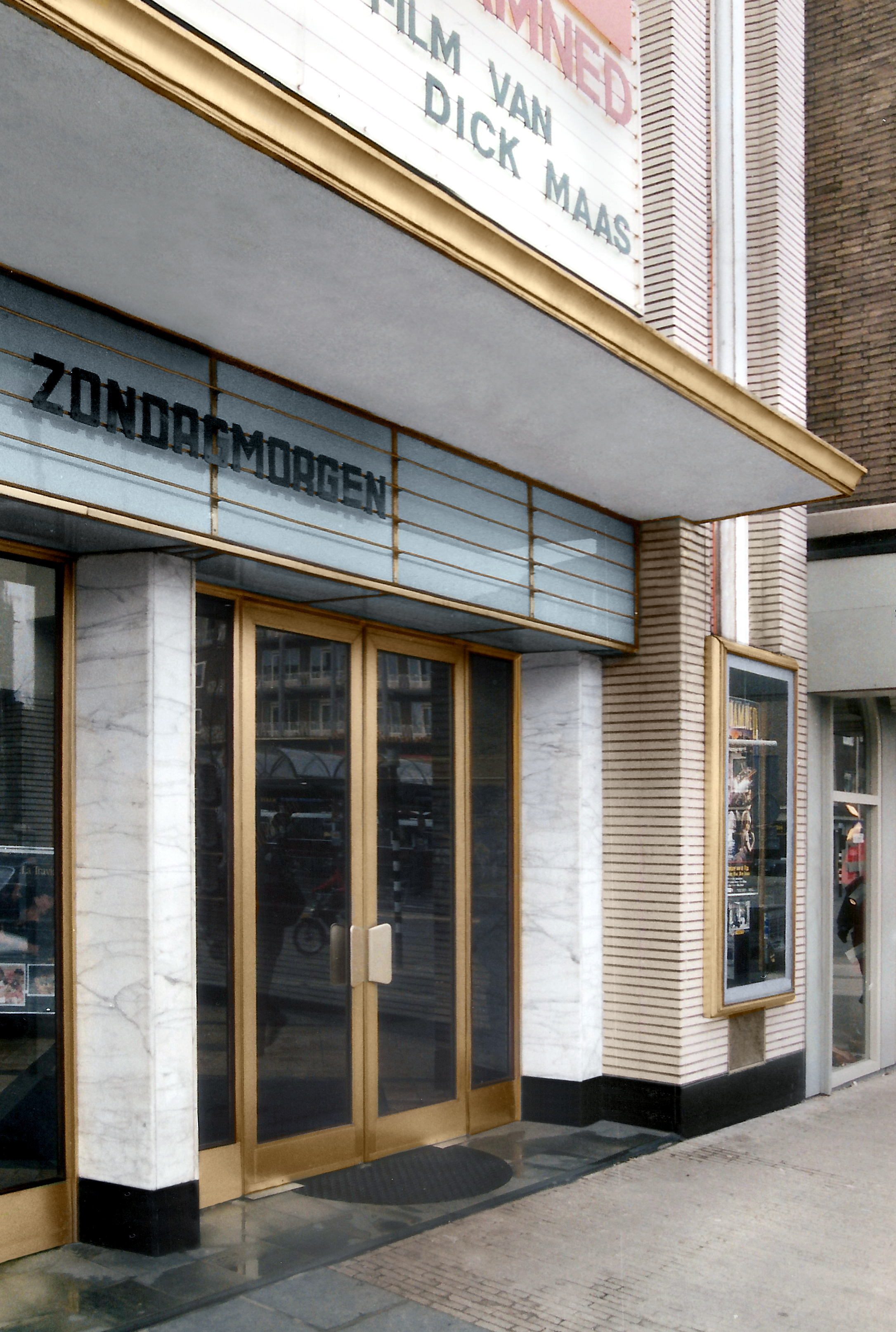
De oorspronkelijke ingang in 1988
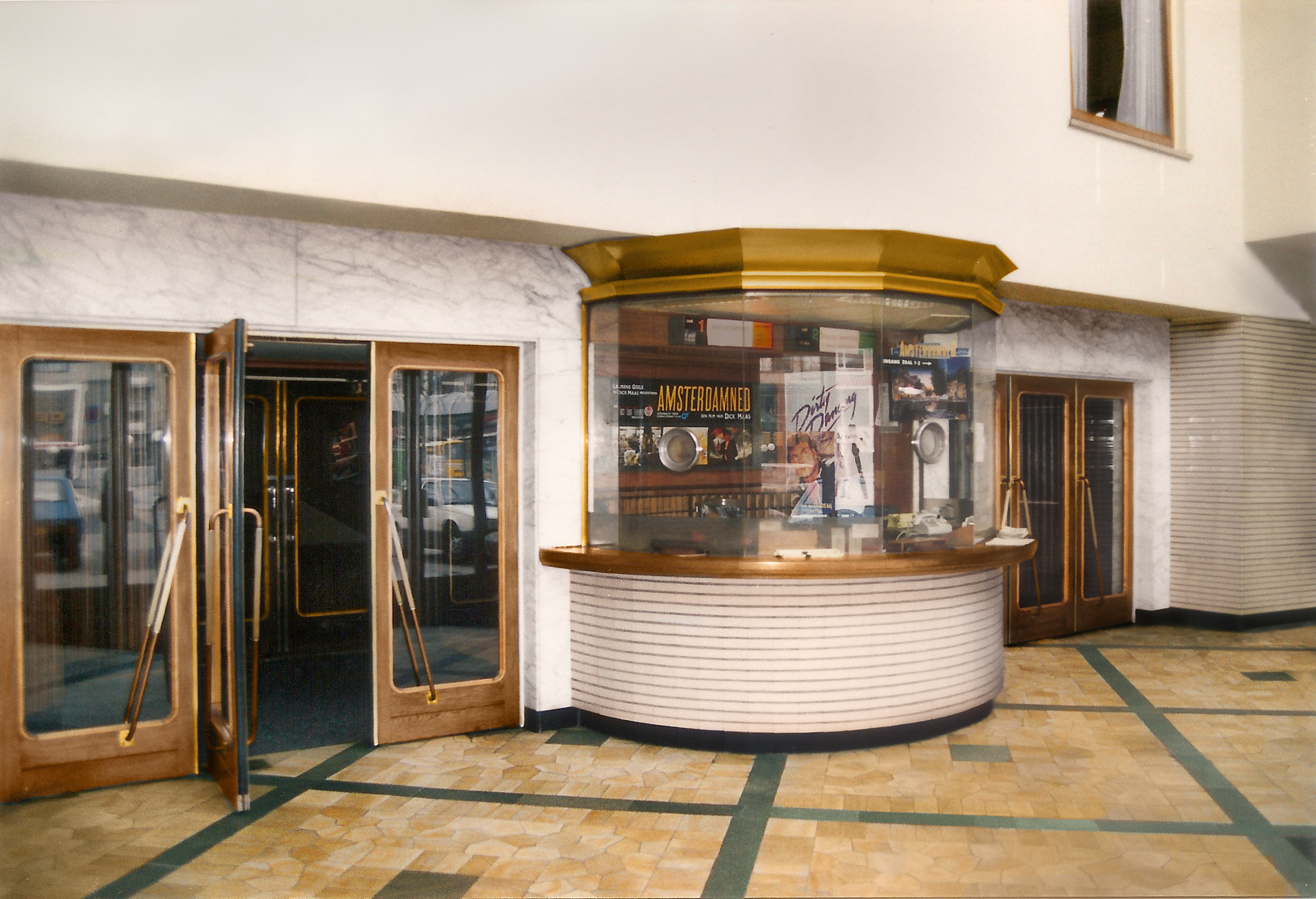
De originele kassa in de vide, 1988

De ruime, twaalf meter hoge vide moest de bezoeker overweldigen. De vloer bestond uit donker Noors Obdal en goudkleurig Italiaans kwartsiet. Centraal in de hal werd een halfronde kassa geplaatst, uitgevoerd in dezelfde materialen als de gevel. Aan de zijmuren, deels bekleed met dezelfde geglazuurde tegels, hingen twee grote vitrinekasten om het filmaanbod kenbaar te maken. Hoog in de hal bevond zich een loggia, waarvandaan hangplanten groeiden en een groot deel van muur boven de kassa bedekten. Aan weerszijden van de kassa gaven meerdere Wengé houten deuren toegang tot de vestibule en vervolgens de foyer.
De symmetrische foyer met sierlijk vormgegeven plafond en een koof met indirecte neonverlichting dient als wachtruimte. De wanden waren bekleed met Zwitsers doek, geschilderd met olieverf in een licht roze natureltint. Op de grond lag een donkerrood frisé tapijt. In de foyer bevonden zich de bar, een kleine garderobe, twee toiletgroepen, en meerdere zitjes. Daarnaast was er een aquarium en telefooncel voor de gasten. Langs de wanden kon men plaats nemen in banken van beige Rexine-leer, daarnaast waren er verschillende zitjes met stoelen uitgevoerd in pastel blauwe stof met gele streep, en tafeltjes van Esdoorn.

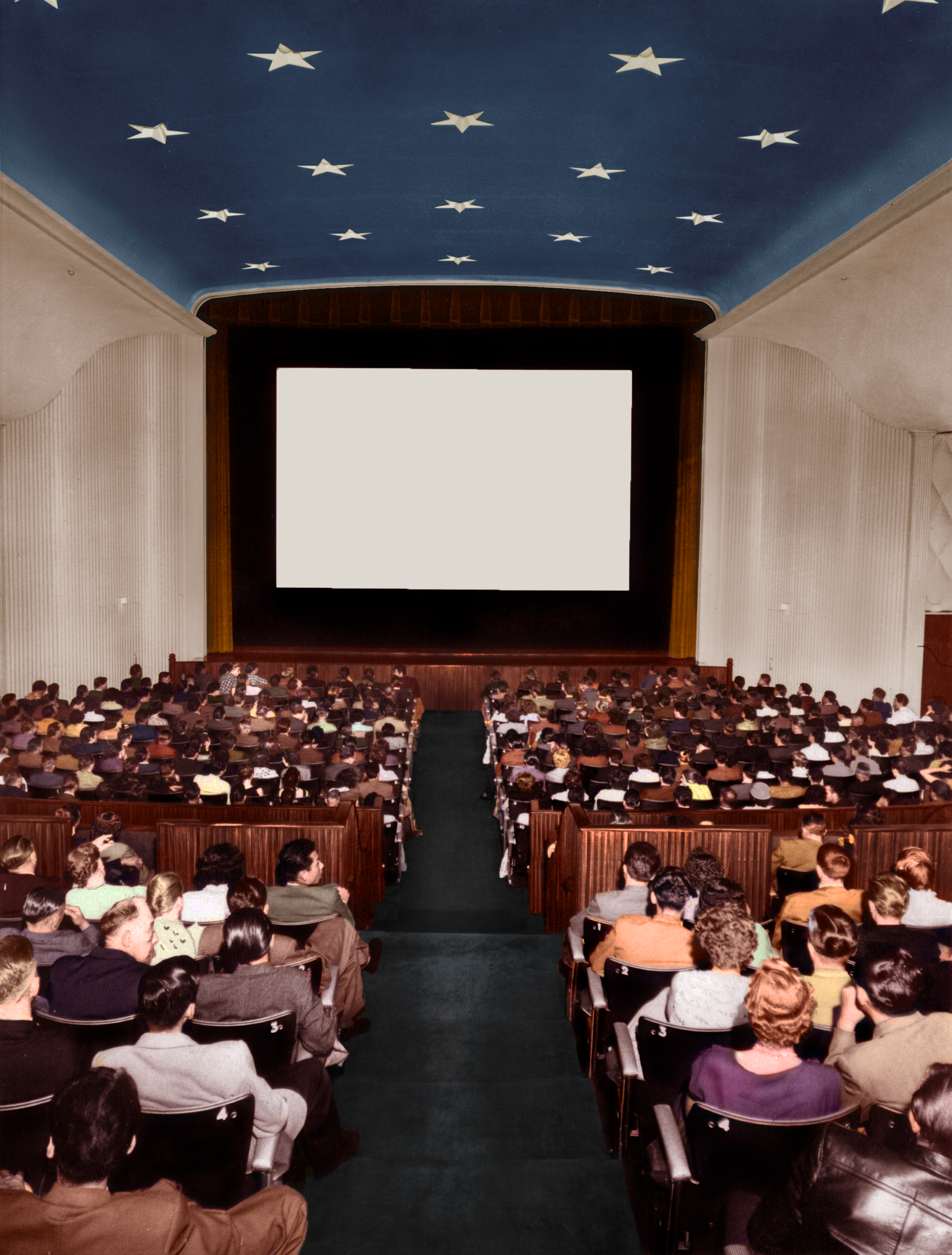
Zaal 1 in 1960, met het karakteristieke sterrenplafond

### Zaal
Via twee trappen in de foyer is het midden van de grote zaal te bereiken. Kenmerkend voor deze zaal is het ojief gevormd plafond en de 27 verlichte sterren in diep reliëf. De sterren waren tijdens de voorstellingen zeer zwak verlicht, dus altijd zichtbaar en verwezen naar de 'sterren op het doek'. Buiten de voorstellingen dienen de sterren als basisverlichting. Deze vorm van het plafond geeft de zaal uitstekende akoestische kwaliteiten. In de koof langs de sterren is hemelsblauwe neonverlichting geplaatst, in de koof langs de muur lichtroze neonverlichting. De wanden waren betimmerd met mahoniehout, met daarboven gecapitonneerd ivoorkleurig kunststof doek. Ook dit kwam de akoestiek ten goede. Deze zaal bood in eerste instantie plaats aan 608 gasten in vier verschillende rangen: parterre, loges, balkon en baignoire. Omwille van het comfort van de gast, waren de stoelen enkele centimeters ruimer dan normale theaterstoelen.
Voor het projectiedoek hing een goudgeel velours gordijn, omsloten door goudkleurige biezen. Tijdens de bouw werd het Cinemascope beeldformaat in Nederland geïntroduceerd. Dit had als gevolg dat tijdens de bouw de grootte van het doek aangepast werd van 6 bij 4.2 meter naar 10 bij 4.2 meter. De luidspreker en houten hoorn werden achter het scherm in een kleine uitbouw in de achtermuur geplaatst.

### Kunst

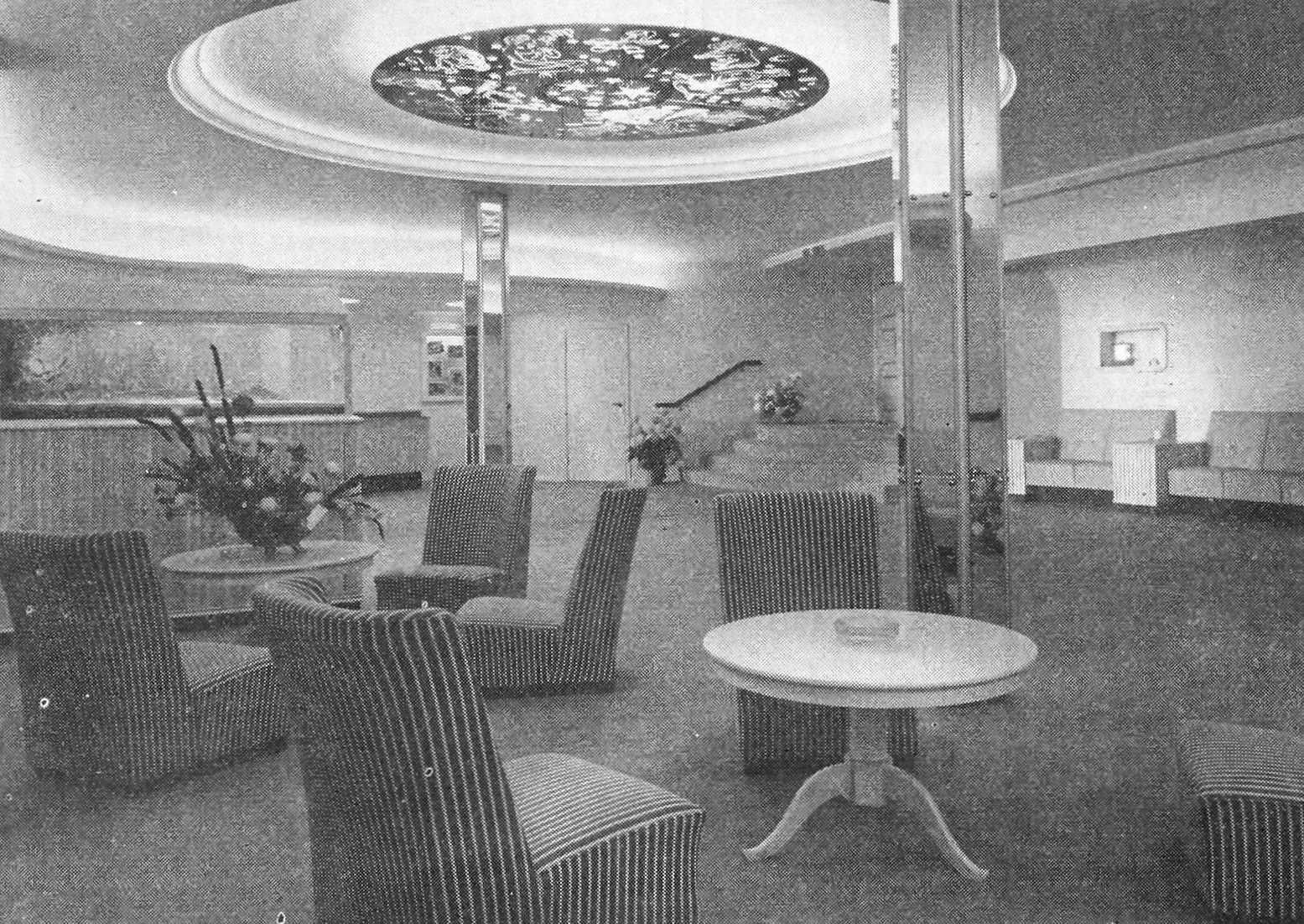
Interieur van de Carolus Bioscoop in Nijmegen in 1954. In het plafond het kunstwerk van S. de Graaf zichtbaar.

Kenmerkend voor wederopbouwarchitectuur is het samengaan van kunst en architectuur. De glaskunstenaar S. de Graaf ontwierp een drietal gezandstraalde glaspanelen voor dit theater. In de koepel midden in de foyer hing een spiegel met daarop de tekens van de dierenriem en daarboven verlichting. Daarnaast waren er twee verlichte glaspanelen bij de ingangen van de zaal, met daarop afbeeldingen van de Valkhofburcht en Keizer Karel die op jacht is.

### Techniek
Het theater was in de jaren ‘50 hypermodern met een aantal vernieuwende technische systemen. Als tweede in Nederland na Theater Tuschinski in Amsterdam, had het theater het revolutionaire Variform-systeem in huis. Dit systeem werd eerder toepast in het Marignan Theater in Parijs en bestond uit een speciale lens met variabele brandpuntsafstand en diafragma. Daarnaast werd met fluwelen kaderlijsten het doek automatisch deels afdekt. Hiermee kon tijdens een voorstelling het projectiebeeld ongemerkt vergroot of verkleind worden, waardoor de aandacht van de toeschouwer naar een bepaald onderdeel van het beeld gestuurd kon worden. Het gaf een idee van ruimte, waarbij de begrenzingen van het normale kader werden doorbroken. Het geheel werd aangestuurd door een stuurband met ponsgaten. Dit systeem is in meerdere bioscopen in Nederland toegepast, echter nooit van de grond gekomen.
Door de centrale ligging van de filmcabine ten opzichte van het projectiedoek treedt er minimale vertekening van het beeld op. In de jaren ’50 konden dit soort vertekeningen niet goed hersteld worden, wat de locatie van de filmcabine erg belangrijk maakte. De filmcabine was daarnaast ruim genoeg om vier projectoren te plaatsen; twee voor de hoofdfilm, een voor bioscoopjournaals en bijfilms en een laatste voor het projecteren van reclamedia’s.
De zaal en foyer werden verwarmd door ketels gestookt op dieselolie in plaats van kolen. Daarnaast werd koel grondwater gebruikt om in de zomer de zaal en foyer te voorzien van gekoelde lucht.

## Verbouwing
In 1991 onderging de bioscoop een vier maanden durende ingrijpende verbouwing waarbij veel van de oorspronkelijke elementen en uitstraling verloren gingen. De bioscoop bleef overdag geopend tijdens de verbouwing. De twee middelste van de zes toegangsdeuren werden verwijderd en vervangen door een grijs aluminium venster. Ook werd over de oorspronkelijke luifel een grotere luifel van trespa geplaatst, met de naam in rode neonletters en inbouwspots. Bij deze verbouwing is ook het oorspronkelijke neon logo aan de dakrand verwijderd, en nieuwe neon-lichtreclame in het Cooper Black lettertype geplaatst op de dakrand. De vitrinekasten aan de buitenzijde moesten wijken voor grote nero impala granieten panelen, de vlaggenmasten en neonverlichting in de masten zijn verwijderd. In de kassahal zijn de geglazuurde tegels en het marmer verwijderd, werd er een nieuwe vloer gelegd, en werd een compleet nieuwe kassa gebouwd. De houten toegangsdeuren naar de vestibule zijn verwijderd om meer ruimte te creëren. In de foyer is een nieuwe bar geplaatst en verdween de garderobe en het aquarium. De glaskunstwerken zijn verwijderd, in de centrale koepel werd rode neonverlichting geplaatst. Alle visuele elementen die verwijzen naar Karel de Grote zijn hiermee verdwenen. De vernieuwde bioscoop werd uitgevoerd in witte, grijze en rode tinten.
In de zaal werd het gordijn verwijderd en werd een groter scherm van 12 meter geplaatst. De audioinstallatie werd geschikt voor Dolby-SR, de rangen verdwenen, en het aantal stoelen werd teruggebracht tot 436.
In 2010 werd het scherm opnieuw vervangen door een 12 meter breed silverscreen voor 3D-projectie. Daarnaast kwamen er meerdere veranderingen in de huisstijl, waardoor het interieur een andere uitstraling moest krijgen 

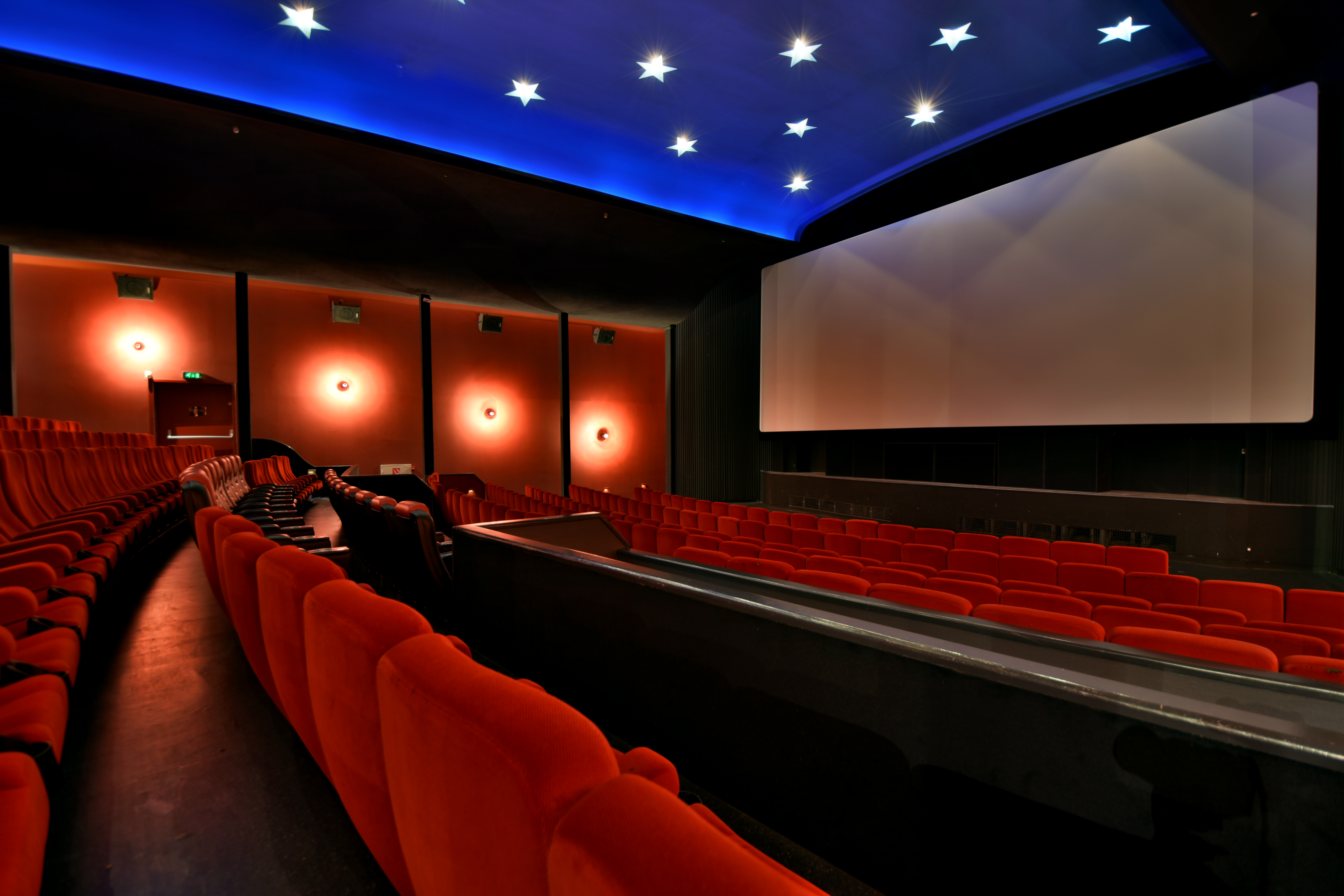
Zaal 1 in 2019
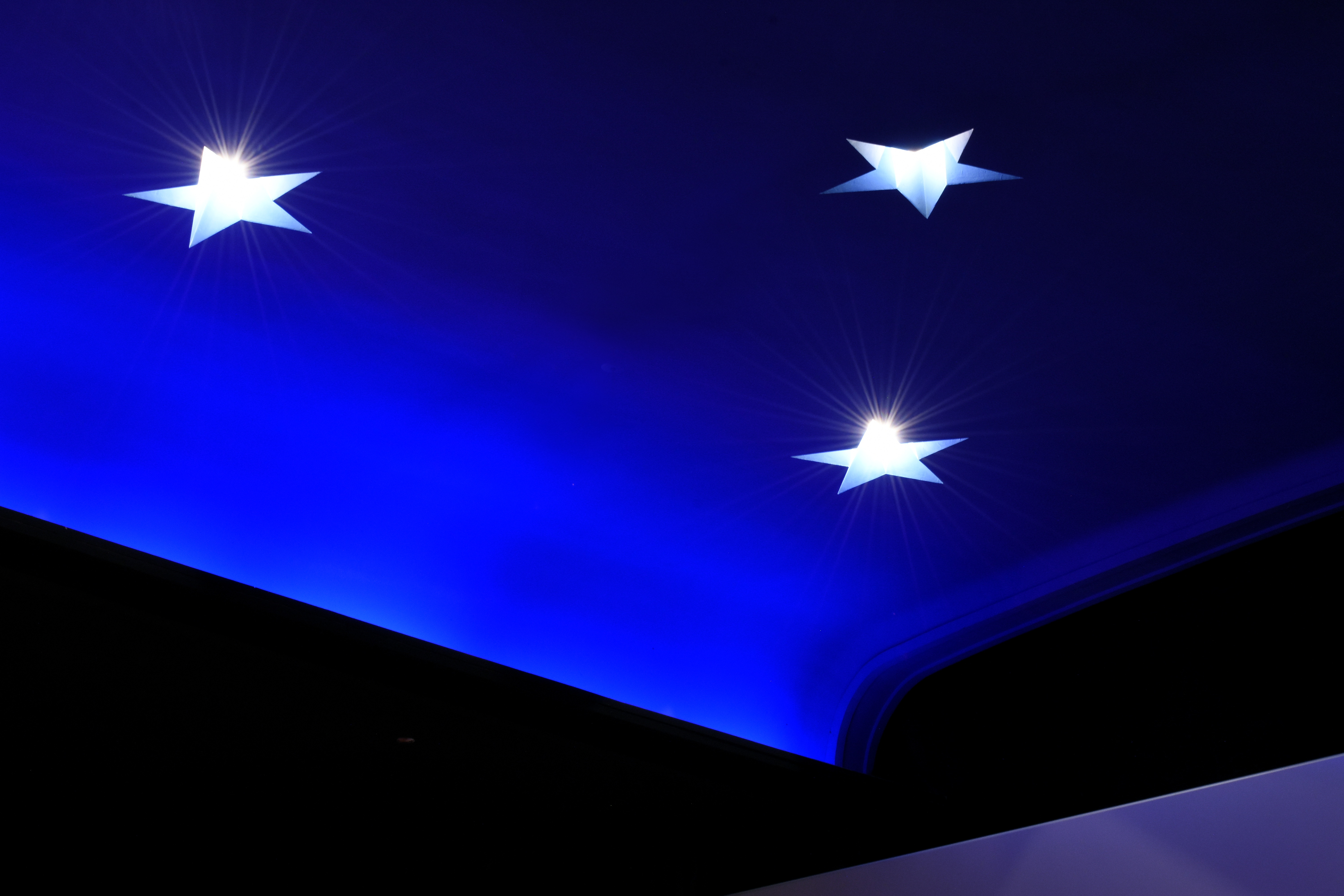
Zaal 1 in 2019, detailopname plafondverlichting
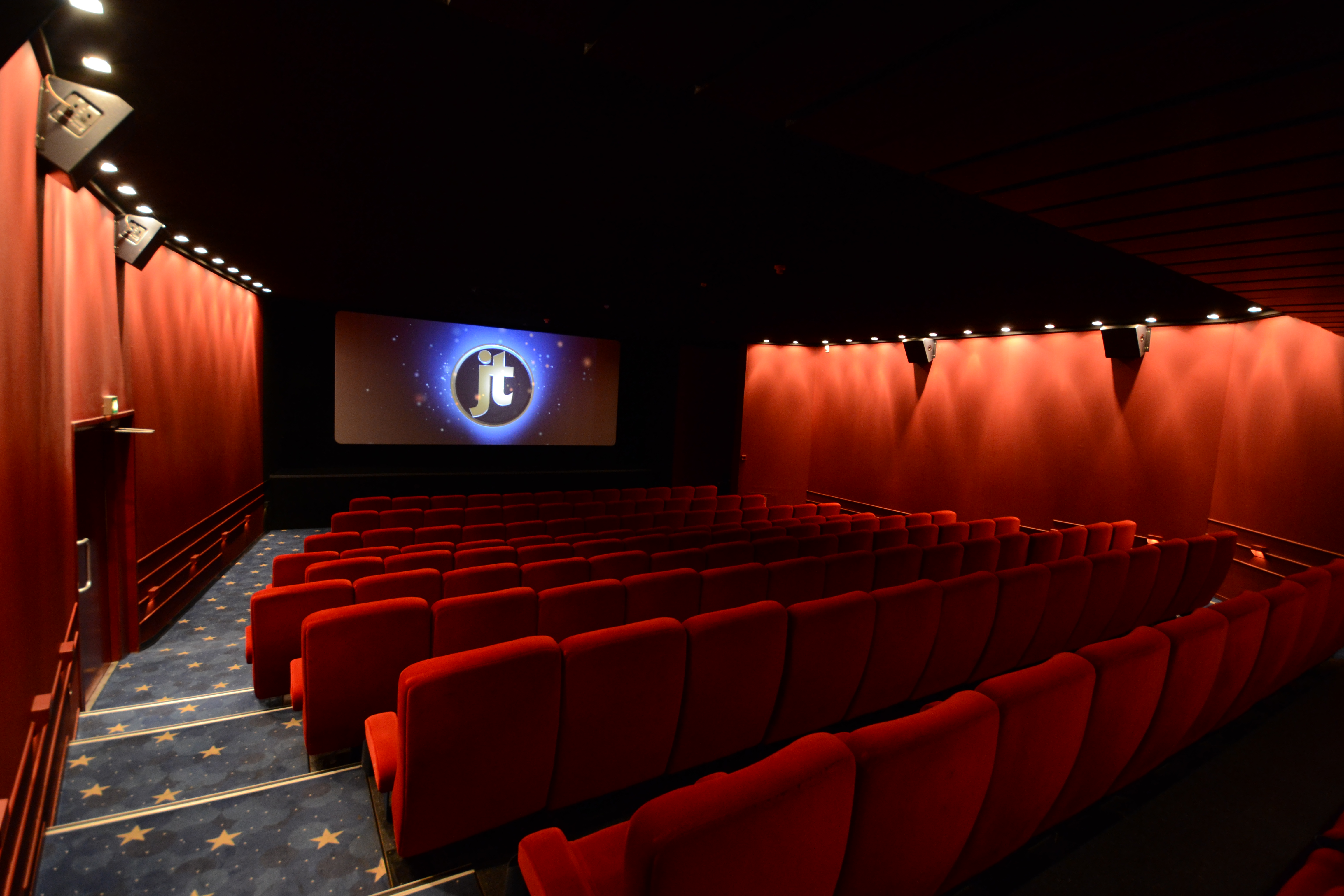
Zaal 2 in 2014

## Monument

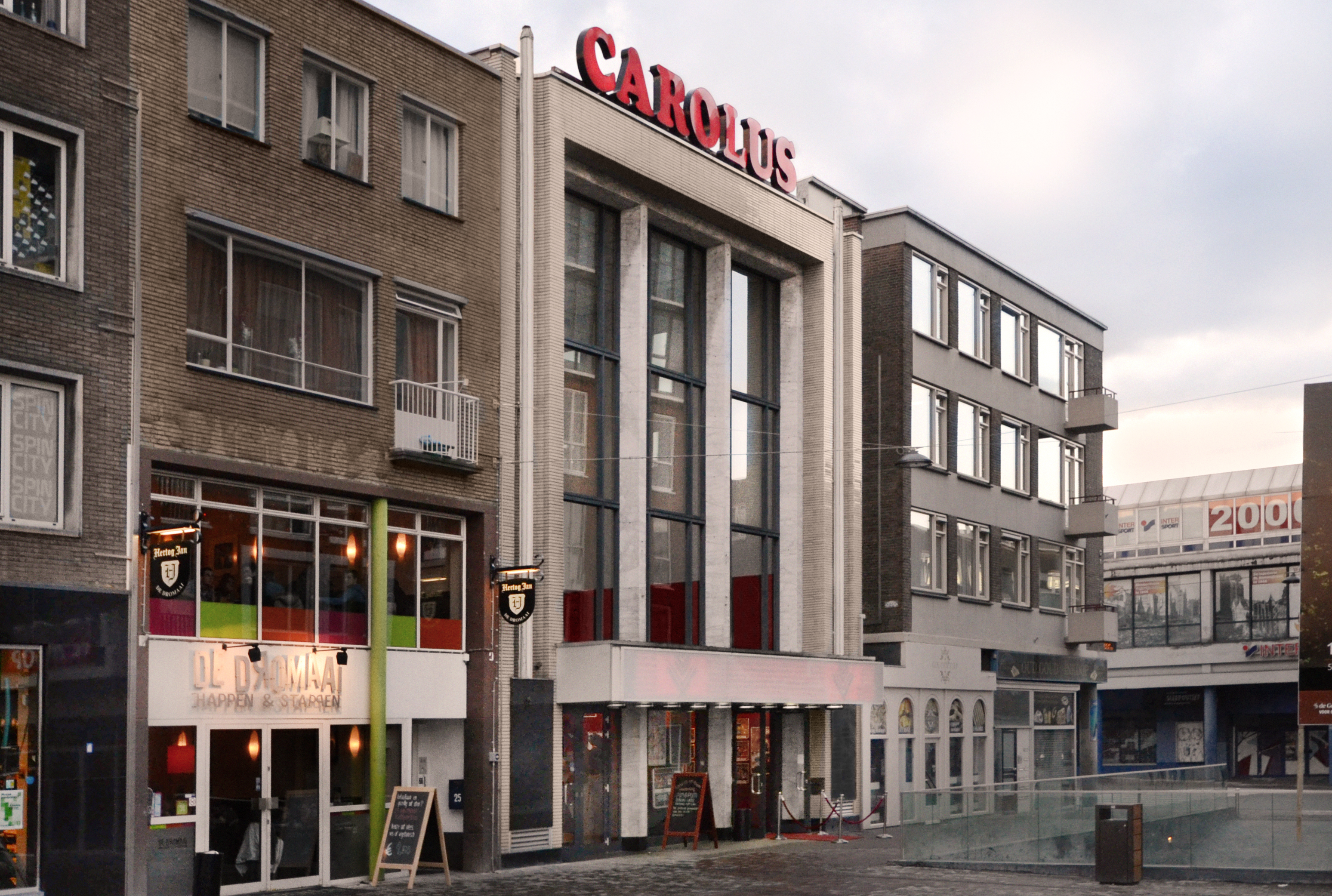
Exterieur van de bioscoop in 2014

In 2011 is de bioscoop een gemeentelijk monument verklaard. Het gebouw geldt volgens de beschrijving als een bijzondere uitdrukking van de vroeg-naoorlogse vrijetijdsbesteding, waarbij film ongekend populair was en tot de verbeelding sprak. De sterrenhemel in de grote zaal is nog origineel, evenals de opzet van de foyer en de entree. De transparante en hoge vide geven een theatraal effect, kenmerkend voor bioscooparchitectuur uit de jaren 1950. De glanzende materialen en kleurrijke verlichting waren afgestemd op de beleving van de bezoeker. De neon-reclames worden van cruciaal belang geacht voor de visuele beleving van Plein 1944.

## Trivia
- De bioscoop wordt genoemd in aflevering 2 van seizoen 7 van het programma Hier zijn de Van Rossems als voorbeeld van gewaardeerde wederopbouwarchitectuur in het centrum van Nijmegen.
- Het wekelijkse filmprogramma Cinimma van de lokale oproep N1 werd van januari 2014 tot en met februari 2016 opgenomen in Carolus.[13]
- In 2011 werd voor de ingang van het theater bij werkzaamheden aan Plein 1944 de fundering van een 14e-eeuwse toren gevonden.[14]
- Op 16 oktober 2008 waren actrice Anna Drijver en schrijfster Marieke van der Pol in het filmtheater te gast bij een voorstelling en boekpresentatie van Bride Flight.[15]
- Jo Folmering, de eerste Nederlandse vrouwelijke filmoperateur, werkte na haar pensionering in 1975 nog vijf jaar als parttime directeur voor het theater.[16][17]